# Gasthaus Zum Roten Ochsen (Heidelberg)

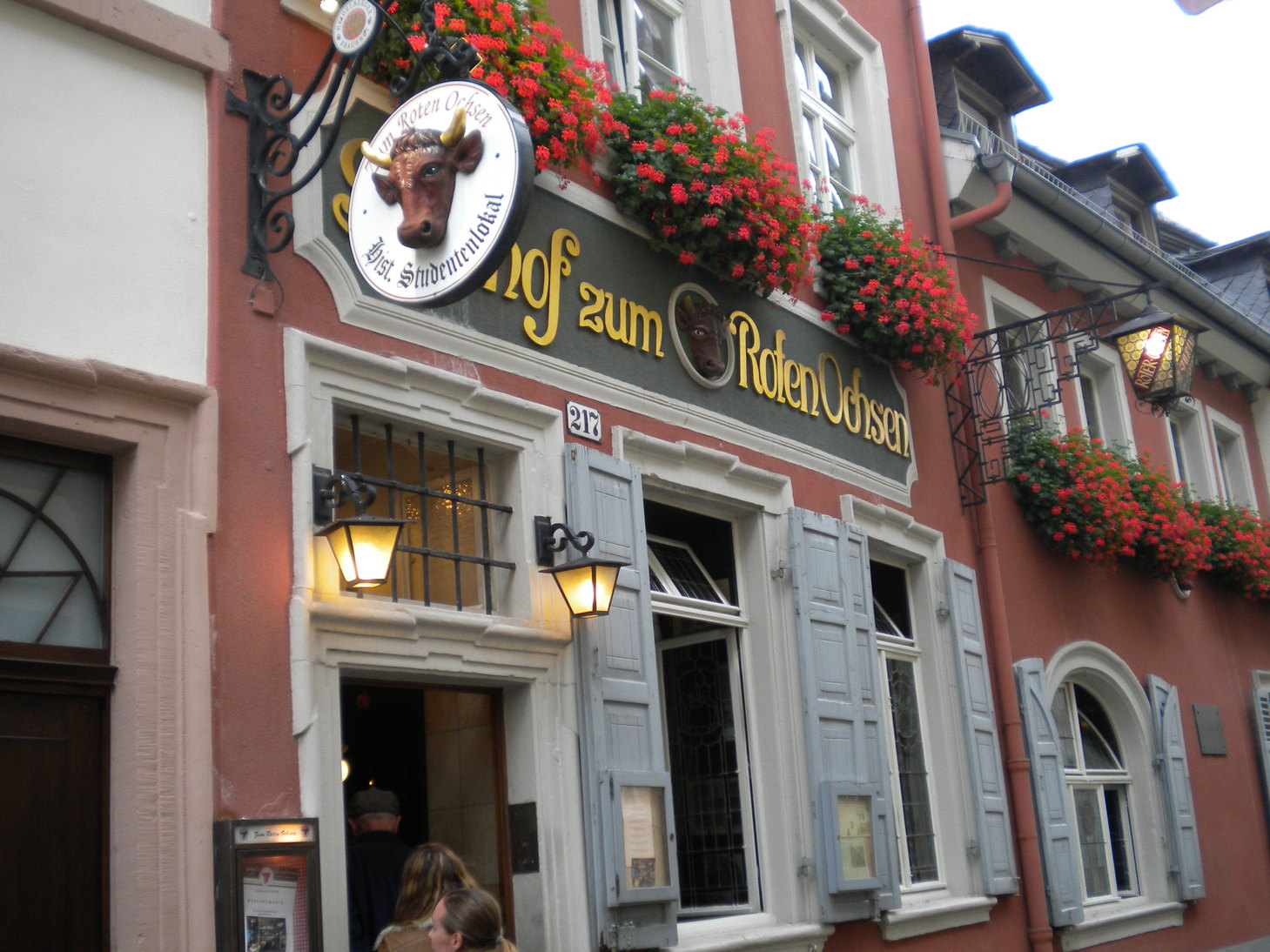
Gasthaus Zum Roten Ochsen, Heidelberger Hauptstraße 217 (Aufn. 2013)

Das Gasthaus Zum Roten Ochsen ist eines der traditionsreichsten Studentenlokale in Heidelberg. Das Gebäude steht unter Denkmalschutz.

## Geschichte
Das historische Gebäude besteht aus zwei ursprünglich getrennten Bauten. Das östliche Haus wurde 1703 erbaut, das westliche stammt aus dem Jahr 1724. 1839 wurde der Komplex von Albrecht Spengel für 11.300 Gulden erworben, der die beiden Häuser vereinte, wobei der Westteil 1840 aufgestockt wurde, und den Roten Ochsen einrichtete. Um das Jahr 1900 verfügte das Lokal auf der gegenüberliegenden Straßenseite sogar über einen Biergarten mit Bäumen und Lauben. Das Gasthaus wird noch heute von der Familie Spengel in der sechsten Generation geführt.
Der Rote Ochse befindet sich in der östlichen Hälfte der Hauptstraße, der wichtigsten Straße in der Heidelberger Altstadt. Der westliche Gebäudeteil hat drei Geschosse mit barocken Ohrenfenstern und ein Satteldach. In einem Stuckfeld steht der Name des Gasthauses. Der östliche Teil besitzt zwei Geschosse und ein Mansarddach. Zwischen den Fenstern befindet sich ein Stuckmedaillon mit Ochsenkopf. Die Innenausstattung der Gaststube hat sich original erhalten. Im Jahr 2014 begann das Archiv der Universität Heidelberg, die zahlreichen Fotos und Zeugnisse studentischen Lebens zu katalogisieren und zu bewahren, um sie der Nachwelt zu erhalten. Neben der historischen Einrichtung mit Bierkrügen und historischen Fotografien ist eine weitere Besonderheit das allabendliche Klavierspiel mit deutschen Volksliedern und Studentenliedern.
Das Lokal wirbt mit berühmten Gästen (wie Mark Twain, Hermann Löns, Marilyn Monroe, Theodor Heuss, John Wayne, Mamie Eisenhower u. v. a.), die sich hier ins Gästebuch eingetragen haben.

## Film
- Gastronomische Zeitreise – „Zum Roten Ochsen“ in Heidelberg. Dokumentarfilm, Deutschland, 2015, 25 Min., Buch und Regie: Eberhard Reuß, Produktion: SWR, Reihe: Geschichte im Südwesten, Erstsendung: 6. Januar 2015 bei SWR, Inhaltsangabe von ARD und online-Video verfügbar bis 23. März 2017.